# 聯立契約
聯立契約屬混和契約的一種類型，為由兩個或以上不失原有個性的獨立契約組成，但各獨立契約具有牽連結合、不可分離之關係的契約型態，數契約中如有一個契約不成立、無效、撤銷或解除，聯立契約中的其他契約也發生相同法律效果，而各契約不一定須存在於同一契約書上。例如甲向乙買車，而乙須將車庫租給甲的情形。